# Pieve di San Pancrazio (Cavriglia)
La pieve di San Pancrazio è un edificio sacro che si trova nella località omonima nel comune di Cavriglia, in provincia di Arezzo.

## Storia e descrizione

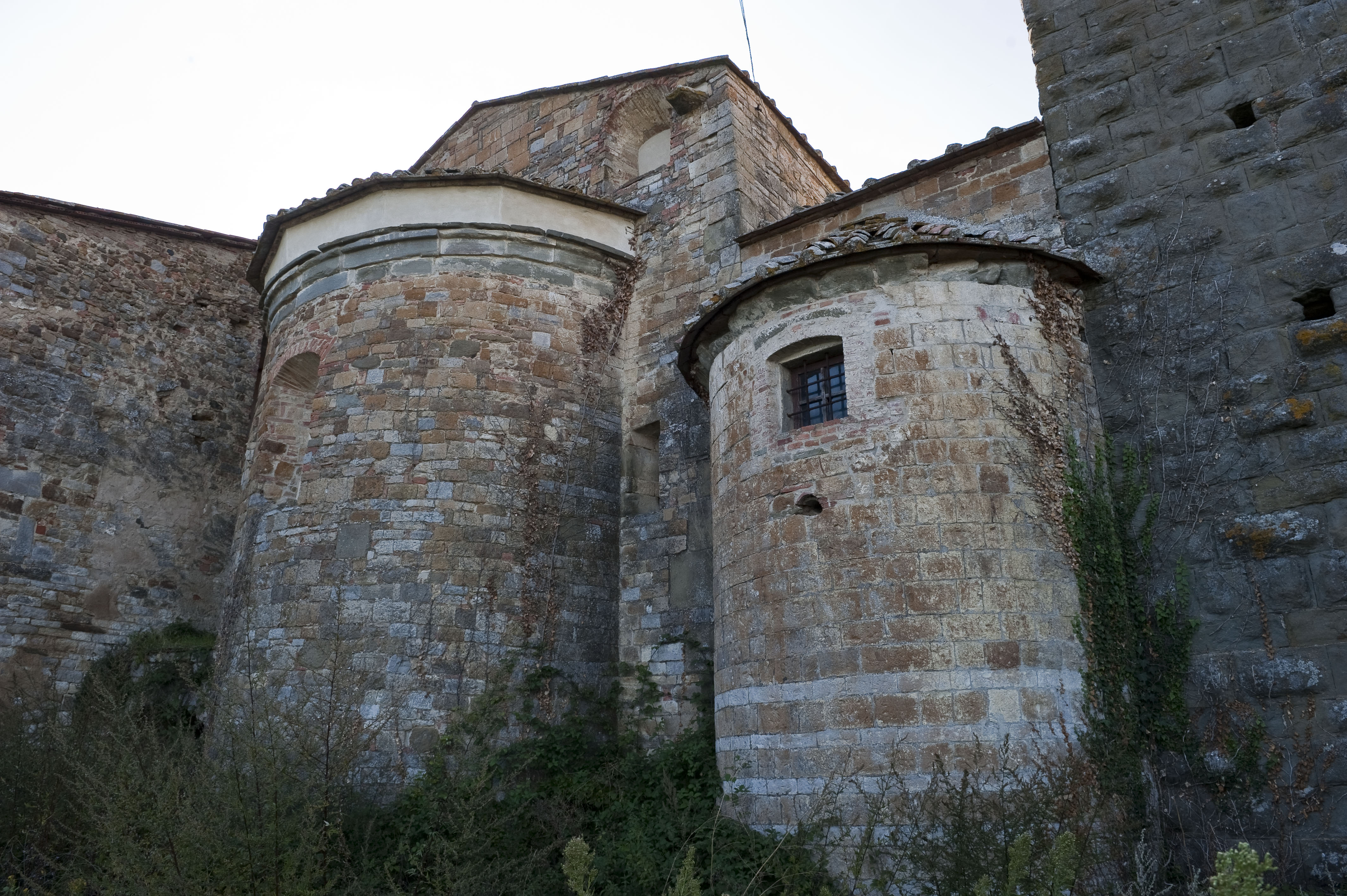
Abside

L'edificio è particolarmente interessante in quanto costituisce l'unico esempio a noi giunto di chiesa plebana in cui sia adottato l'impianto con cripta sopraelevata a tre navatelle, su cui si imposta il presbiterio. Nonostante la semplificazione dell'impianto è chiara l'ispirazione alle chiese fiesolane più importanti (il Duomo e le abbazie di Rosano e di San Godenzo, a loro volta affini al San Miniato al Monte di Firenze).
L'edificio presenta una pianta ad unica navata, manca del braccio destro del transetto e della relativa abside, poiché la costruzione non venne mai completata. La copertura è a capriate lignee.
All'interno si trova un fonte battesimale monolitico in pietra serena, a immersione, di forma ottagonale. Questo fonte battesimale è del XII secolo ed appartiene alla Chiesa di San Pietro a Cintoia, dalla quale fu rubato negli anni sessanta, poi fu recuperato e quindi destinato alla Pieve di San Pancrazio.

### La cripta
Al di sotto del presbiterio si trova la cripta, suddivisa in quattro ambienti. La prima parte della cripta presenta un ambiente suddiviso in navatelle da colonne che impostano le crociere della copertura; questo primo ambiente comunica con un altro vano rettangolare absidato e coperto con una volta a botte. Questo ambiente, a sua volta, comunica con un altro vano corrispondente al braccio del transetto e dal quale si accede ad un ulteriore van a pianta quadrata collocato in corrispondenza del campanile.
Nella prima parte della cripta alcune delle colonnine sono binate e presentano dei semplici capitelli cubici.